# Лаврентьєва Юлія Дмитрівна
Ю́лія Дми́трівна Лавре́нтьєва (* 1997) — українська фігуристка. Чемпіона України в парному катанні.

## Життєпис
Народилась 1997 року. Вихованка київської дитячо-юнацької спортивної школи з фігурного катання «Лідер».
З напарником Юрієм Рудиком є триразовими чемпіонами України (2011, 2012, 2014) та були 11-ми на Чемпіонаті Європи 2013 року.